# 王一治
王一治（1517年—？年），字子雍，號南坡，陝西西安府同州朝邑縣人，民籍。

## 生平
治《易經》，七月二十二日生，行一，由國子生中式嘉靖二十二年（1543年）癸卯科陝西鄉試第二十九名舉人，年四十九歲中式嘉靖四十四年（1565年）乙丑科會試一百七名，第三甲第三百一十三名進士。吏部观政，隆慶二年（1568年）四月授刑部主事，四年三月升员外，八月升郎中，六年七月降合州同知，万历元年（1573年）正月升岳州府通判，致仕。

## 家族
曾祖王清；祖王用，主薄；父王朝聘；母劉氏；繼母李氏。永感下，妻李氏，繼妻張氏；弟王大治。